# Campionat del Món de Clubs de futbol 2017
La Campionat del Món de Clubs de futbol 2017, oficialment coneguda com a FIFA Club World Cup UAE 2017 presented by Alibaba I-Acte per motius de patrocini, fou la catorzena edició del torneig de futbol més important a nivell de clubs del món. L'esdeveniment es va disputar a Unió dels Emirats Àrabs pels campions de les diferents confederacions més el campió local, per ser país organitzador.

## Seus
El procés d'aplicació per a les seus de 2017 i 2018, així com per a les edicions de 2015 i 2016, és a dir dues seus diferents cada dos anys, va començar al febrer de 2014. Les associacions membre interessades a organitzar el torneig van haver de presentar una declaració d'interès el 30 de març de 2014 i proporcionar el conjunt complet de documents de licitació el 25 d'agost de 2014. El Comitè Executiu de FIFA va ser a seleccionar les seus en la reunió al Marroc al desembre de 2014, però la decisió final va ser postergada fins a les reunions del comitè executiu de FIFA del 19 i 20 de març.
Brasil, Índia, Japó i Emirats Àrabs Units van expressar un interès de proposar-se com a seus del torneig: Emirats Àrabs Units va ser oficialment anunciat com a seu dels tornejos de 2017 i 2018 el 21 de març de 2015.

## Clubs classificats
Els equips participants es van anar classificant al llarg de l'any 2017 a través de les majors competicions continentals:
| Confederació                           | Equip                  | Via de classificació                                |
| -------------------------------------- | ---------------------- | --------------------------------------------------- |
| UEFA (Europa)                          | Reial Madrid CF        | Campió de la Lliga de Campions de la UEFA (2016-17) |
| Conmebol (Sud-amèrica)                 | Grêmio Porto Alegrense | Campió de la Copa Libertadores (2017)               |
| Concacaf (Nord, Centreamèrica i Carib) | CF Pachuca             | Campió de la Concacaf Lliga Campions (2016-17)      |
| AFC (Àsia)                             | Urawa Red Diamonds     | Campió de la Lliga de Campions de la AFC (2017)     |
| CAF (Àfrica)                           | Wydad Casablanca       | Campió de la Lliga de Campions de la CAF (2017)     |
| OFC (Oceania)                          | Auckland City FC       | Campió de la Lliga de Campions de la OFC (2017)     |
| País organitzador (EÁU)                | Al-Jazira SC           | Campió de la Lliga Àrab del Golf (2016-17)          |

## Partits
|  | Prèvia                 | Prèvia                 |                         |            | Quarts de final        | Quarts de final        |             |             | Semifinals | Semifinals |  |  | Final                   | Final                   |
|  | 6 desembre – Al Ain    |                        |                         |            |                        |                        |             |             |            |            |  |  |                         |                         |
|  | Al-Jazira SC           | 1                      |                         |            | 9 desembre – Abu Dhabi | 9 desembre – Abu Dhabi |             |             |            |            |  |  |                         |                         |
|  | Al-Jazira SC           | 1                      |                         |            | 9 desembre – Abu Dhabi | 9 desembre – Abu Dhabi |             |             |            |            |  |  |                         |                         |
|  | Auckland City FC       | 0                      |                         |            | Al-Jazira SC           | 1                      |             |             |            |            |  |  |                         |                         |
|  | Auckland City FC       | 0                      | 13 desembre – Abu Dhabi |            | Al-Jazira SC           | 1                      |             |             |            |            |  |  |                         |                         |
|  |                        |                        |                         |            | Urawa Red Diamonds     | 0                      |             |             |            |            |  |  |                         |                         |
|  | Al-Jazira SC           | 1                      |                         |            | Urawa Red Diamonds     | 0                      |             |             |            |            |  |  |                         |                         |
|  | Al-Jazira SC           | 1                      |                         |            |                        |                        |             |             |            |            |  |  |                         |                         |
|  |                        |                        | Reial Madrid CF         | 2          |                        |                        |             |             |            |            |  |  |                         |                         |
|  |                        |                        | Reial Madrid CF         | 2          |                        |                        |             |             |            |            |  |  |                         |                         |
|  |                        |                        | 16 desembre – Abu Dhabi |            |                        |                        |             |             |            |            |  |  |                         |                         |
|  |                        |                        |                         |            |                        |                        |             |             |            |            |  |  |                         |                         |
|  | Reial Madrid CF        | 1                      |                         |            |                        |                        |             |             |            |            |  |  |                         |                         |
|  | Reial Madrid CF        | 1                      | 9 desembre – Abu Dhabi  |            |                        |                        |             |             |            |            |  |  |                         |                         |
|  |                        | Grêmio Porto Alegrense | 0                       |            |                        |                        |             |             |            |            |  |  |                         |                         |
|  |                        |                        | 0                       | CF Pachuca | 1                      |                        |             |             |            |            |  |  |                         |                         |
|  | 12 desembre – Al Ain   |                        |                         | CF Pachuca | 1                      |                        |             |             |            |            |  |  |                         |                         |
|  |                        | Wydad Casablanca       | 0                       |            |                        |                        |             |             |            |            |  |  |                         |                         |
|  | Grêmio Porto Alegrense | Wydad Casablanca       | 0                       | 1          |                        |                        |             |             |            |            |  |  |                         |                         |
|  | Grêmio Porto Alegrense | Cinquè lloc            | Cinquè lloc             | 1          |                        |                        | Tercer lloc | Tercer lloc |            |            |  |  |                         |                         |
|  |                        | Cinquè lloc            | Cinquè lloc             |            | CF Pachuca             | 0                      | Tercer lloc | Tercer lloc |            |            |  |  |                         |                         |
|  | Wydad Casablanca       | 2                      | Al-Jazira SC            | 1          | CF Pachuca             | 0                      |             |             |            |            |  |  |                         |                         |
|  | Wydad Casablanca       | 2                      | Al-Jazira SC            | 1          |                        |                        |             |             |            |            |  |  |                         |                         |
|  | Urawa Red Diamonds     | 3                      | CF Pachuca              | 4          |                        |                        |             |             |            |            |  |  |                         |                         |
|  | Urawa Red Diamonds     | 3                      | CF Pachuca              | 4          |                        |                        |             |             |            |            |  |  |                         |                         |
|  | 12 desembre – Al Ain   | 12 desembre – Al Ain   |                         |            |                        |                        |             |             |            |            |  |  | 16 desembre – Abu Dhabi | 16 desembre – Abu Dhabi |

|                 |
|                 |
| Campió          |
| Reial Madrid CF |
| 3r títol        |